# Steilacoom Catholic Church
Die Steilacoom Catholic Church (auch bekannt als Church of the Immaculate Conception) ist eine historische Mariä-Empfängnis-Kirche in Steilacoom, im Pierce County, im US-Bundesstaat Washington. Sie befindet sich an der Nisqually Street auf Nummer 1810.
Die 1855 errichtete Kirche, war die erste katholische Kirche im Bundesstaat. Sie wurde 1864 von ihrer ursprünglichen Stelle an der heutigen Stelle neu errichtet. Das Gebäude ist rundum holzverschalt.
Die Steilacoom Catholic Church wurde am 30. Juli 1974 vom National Register of Historic Places mit der Nummer 74001972 als Denkmal historischer Relevanz aufgenommen.